# Perambalur
Perambalur es una ciudad y municipio situada en el distrito de Perambalur en el estado de Tamil Nadu (India). Su población es de 49648 habitantes (2011). Se encuentra a 65 km de Thanjavur. Es el centro administrativo del distrito.

## Demografía
Según el censo de 2011 la población de Perambalur era de 49648 habitantes, de los cuales 24659 eran hombres y 24989 eran mujeres. Perambalur tiene una tasa media de alfabetización del 90,20%, superior a la media estatal del 80,09%: la alfabetización masculina es del 94,36%, y la alfabetización femenina del 86,12%.